# Oamenii noștri
Oamenii noștri este un film românesc din 1964 regizat de Titus Mesaros.